# Tupuri
Das Tupuri (auf Tupuri: tupuro) ist eine Sprache, die im Tschad und im Kamerun von etwa 200.000 Personen gesprochen wird. 
Toupouri oder Tupuri beziehungsweise Tpuri bezeichnet zugleich das Volk, das diese Sprache als Muttersprache spricht (doppelte Konnotation).

## Schrift
Die Sprache Tupuri schreibt sich mit dem latinischen Alphabet. Man unterscheidet dabei die Konsonanten: b ɓ c d ɗ f g h j k l m n ŋ p r s t w y sowie die Vokale: a e i o u.

## Geschichte
Die Bibel wurde bereits im 19. Jahrhundert in das Tupuri übersetzt und es gibt seit dem 20. Jahrhundert auch ein praktisches Alphabet für die muttersprachliche Alphabetisierung des Tupuri-Volkes.

## Wortschatz
Der Tupuri-Kalender:
| Monat | Deutsch   | Tupuri         |
| ----- | --------- | -------------- |
| 1     | Januar    | Mbao           |
| 2     | Februar   | Ka'arang       |
| 3     | März      | Meene          |
| 4     | April     | Mburgi         |
| 5     | Mai       | Topbe          |
| 6     | Juni      | Baa            |
| 7     | Juli      | mbiri wai gara |
| 8     | August    | Jonfenso'rewa  |
| 9     | September | Wang           |
| 10    | Oktober   | Ka'age         |
| 11    | November  | Duugi          |
| 12    | Dezember  | Ba'are         |

Die Wochentage:
| Tag | Deutsch    | Tupuri |
| --- | ---------- | ------ |
| 1   | Montag     | Fare   |
| 2   | Dienstag   | Halge  |
| 3   | Mittwoch   | Fuggi  |
| 4   | Donnerstag | Sele   |
| 5   | Freitag    | Durgi  |
| 6   | Samstag    | Mbesge |
| 7   | Sonntag    | Iggi   |

## Sprachsituation
Das Tupuri profitiert, ebenso wie die anderen nationalen Sprachen des Tschad, von keinerlei offiziellen Status.

Der Artikel 9 der tschadischen Verfassung besagt, dass die offiziellen Sprachen des Tschad Arabisch und Französisch sind und dass das Gesetz die Bedingungen für die Erhaltung, Förderung und Entwicklung der nationalen Sprachen fixiert.

„«Les langues officielles sont le français et l'arabe. La loi fixe les conditions de promotion et de développement des langues nationales.»“

 Die meisten Tupuri übernehmen deshalb das Arabische beziehungsweise das Französische als Muttersprache.
Allerdings dient das Tupuri als Kultsprache, wenn auch nur in protestantischen Kirchen.